# Christina Dluzewski
Christina Dluzewski (* 7. November 1944 in Görtelsdorf, Landkreis Landeshut i. Schles.), geborene Rattelsberger, ist eine deutsche Politikerin (SPD).
Christina Rattelsberger besuchte ein Gymnasium und legte 1964 das Abitur ab. Nach ihrem Studium wurde sie 1970 Diplom-Bibliothekarin und arbeitete in wissenschaftlichen Bibliotheken an der Freien Universität Berlin und in Frankfurt am Main.
Christina Dluzewski trat 1985 der SPD bei und wurde bei der Berliner Wahl 1989 in die Bezirksverordnetenversammlung im Bezirk Spandau gewählt. Sie wurde Geschäftsführerin der SPD-Fraktion in der Stadtverordnetenversammlung Potsdam. Da Wolfgang Behrendt in den Bundestag gewählt worden war, rückte sie im November 1994 in das Abgeordnetenhaus von Berlin nach. Ein Jahr später schied Dluzewski wegen des Ablaufs der Legislaturperiode wieder aus.